# Stawy Krasiczyńskie
Stawy Krasiczyńskie – zespół stawów położony głównie w gminie Baranów Sandomierski w pobliżu Krasiczyna w miejscowości Durdy. Część kompleksu stawów znajduje się w gminie Padew Narodowa. 

## Przyroda i historia
Stawy Krasiczyńskie zajmują powierzchnie 152,13 ha. Stawy otacza las. Hodowla ryb na tym terenie rozwinęła się na przełomie XIX i XX wieku, głównie za sprawą rodu Dolańskich i rodu Tarnowskich. Stawy obecnie użytkowane są jako gospodarstwa rybackie. Część kompleksu stawów objęta jest ochroną w ramach obszarów Natura 2000 (Puszcza Sandomierska). Na terenie lub w pobliżu stawów można spotkać bociana czarnego, kanie czarną, orlika krzykliwego, pustułkę, perkoza rdzawoszyjego, błotniaka stawowego, kraskę, orła bielika, orła przedniego, czaple purpurową, czaple siwą i perkoza. W pobliżu stawów przepływa struga Smarkata.